# سید فخرالدین هاشمی
سید فخرالدین هاشمی (زاده بهمن، ۱۳۲۵) نماینده مردم جهرم در دوره‌های دوم و سوم مجلس شورای اسلامی و رئیس کمسیون کار و امور اجتماعی مجلس شورای اسلامی بوده‌است.

## زندگینامه
سید فخرالدین هاشمی در یک خانواده روحانی در خاوران، جهرم متولد شد. پس از تحصیلات مقدماتی در جهرم و شیراز با تشویق  سید روح‌الله خمینی از سال ۱۳۴۳ در شهر قم به ادامه تحصیلات حوزه‌ای «فقه و اصول» مشغول و در سال ۱۳۴۴ توسط مرحوم سیدمحمد رضا گلپایگانی ملبس به لباس روحانیت گردیدند و همزمان با تحصیلات حوزه‌ای، تحصیلات جدید را هم ادامه دادند. ایشان در اثر مبارزات سیاسی  چندین بار در شیراز و قم دستگیر و زندانی شدند.
ایشان فرزند مرحوم آیت الله محمد علی هاشمی امام جمعه فقید خفر و خاوران و مسن ترین امام جمعه کشور در زمان حیات خود میباشند. هاشمی در انتخابات بحث برانگیز سال 1388 از حامیان مهندس میر حسین موسوی بشمار می آمد. 

## فعالیت‌ها و سوابق کاری
- تدریس دانشگاه شیراز
- نماینده مجلس شورای اسلامی (دوره دوم)[۴][۵][۶]
- نماینده مجلس شورای اسلامی (دوره سوم)
- ریاست کمسیون کار و امور اجتماعی مجلس شورای اسلامی
- عضو موقت مجمع تشخیص مصلحت نظام
- مسئول وابستگی کار جمهوری اسلامی ایران در کشور قطر
- مشاور وزیر کار و امور اجتماعی[۷]
- مسئول هماهنگی امور ایثار گران در وزارت کار و امور اجتماعی[۸]